# Homburger Becken

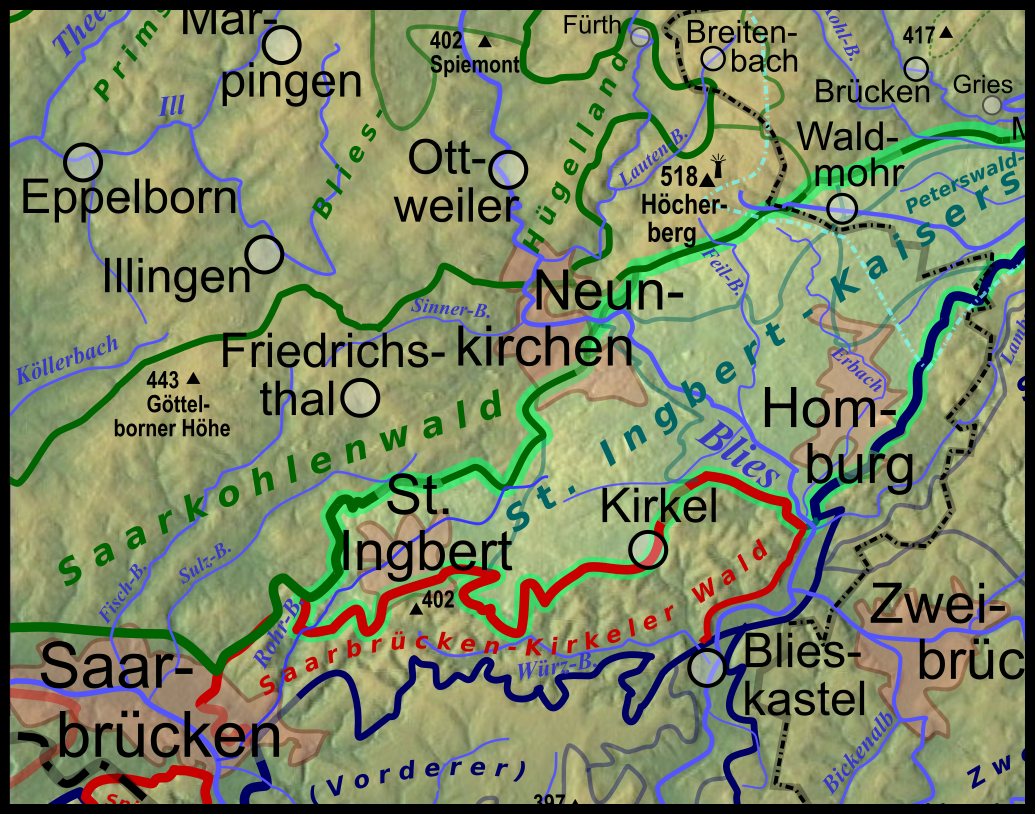
Naturraumkarte: St. Ingberter Senke, Kirkeler Schwelle, Homburger Becken (von West nach Ost) und Bexbacher Riedel im Norden

Das Homburger Becken ist ein Naturraum im südöstlichen Saarland. Seinen Namen hat es von der Kreisstadt Homburg.

## Lage und Abgrenzung
Das Homburger Becken ist Teil des übergeordneten Naturraums Westpfälzische Moorniederung und gehört damit zur St. Ingbert-Kaiserslauterer Senke. Es wird von der Blies von Nord nach Süd durchflossen und entwässert. Aufgrund der günstigen topographischen Struktur ist es heute dicht besiedelt und als Industriestandort genutzt.
Im Nordwesten wird das Homburger Becken bei Wellesweiler begrenzt vom Naturraum Neunkircher Talkessel, im Norden bei Mittelbexbach und Kleinottweiler vom Bexbacher Riedel, im Nordosten östlich von Jägersburg und westlich von Reiskirchen vom Jägersburger Moor (Peterswaldmoor), im Osten bei Vogelbach, Bruchhof, Sanddorf, Homburg und Schwarzenbach von der Sickinger Stufe, ganz im Süden bei Schwarzenacker von der Ingweiler Talweitung, im Südwesten bei Wörschweiler vom Sankt Ingbert-Kirkeler Waldgebiet und im Westen beim Abstäberhof und bei Bayerisch Kohlhof von der Kirkeler Schwelle.
Seinen tiefsten Punkt hat das Homburger Becken an seinem Südzipfel beim Abfluss der Blies bei 222 m ü. NHN. Seine höchsten Punkte übersteigen kaum einmal 250 m ü. NHN.

## Geologie
Das Homburger Becken ist Teil des großen Buntsandsteingebietes am Westende der Westpfälzischen Moorniederung und ist aus ebenen Terrassenplatten des Mittleren Buntsandsteins gebildet. Diese Terrassenplatten steigen von der Bliesaue im Süden nach Norden hin an. Sie werden dabei von den nur schwach eingesenkten Tälchen des Erbachs, Felsbachs und Feilbachs durchzogen. In den Niederungen ist der Buntsandstein vielfach von Auelehmen überlagert. Die Landschaft wird besonders durch moorige Niederungen und Flugsanddünen geprägt. Landschaftsprägend sind sowohl die großflächigen Zwischenmoorsenken (Closenbruch, Königsbruch) als auch die eher kleinflächigen Binnendünen/Sandfelder. Durch den hohen Grundwasserstand haben sich in Jahrtausenden stellenweise ausgedehnte Torfkomplexe ausgebildet.

## Naturschutzgebiete
Im Homburger Becken befinden sich mehrere Naturschutzgebiete, z. B. das Kühnbruch bei Altstadt, der Höllengraben bei Beeden und das Closenbruch bei Sanddorf.